# Кедровая Падь
«Кедро́вая Падь» — государственный природный заповедник в Приморском крае. Имеет статус биосферного заповедника.

## Географическое положение
Географические координаты: 43° с. ш. 131°30′ в. д.
Высота над уровнем моря: 40—700 метров (Чёрные горы).
Природная зона: хвойно-широколиственные леса.
Площадь заповедника — 17900 га.
Заповедник Кедровая Падь расположен в Хасанском районе Приморского края, между западным побережьем Амурского залива и границей с Китаем, на отрогах восточно-маньчжурских горных хребтов Сухореченского и Гаккелевского, отделяющих бассейн Кедровой реки от бассейнов рек Барабашевки и Нарвы, протекающих близ границ заповедника. Вытянут вдоль Кедровой реки. Основная часть этой горной системы находится в Северной Корее и в Северо-Восточном Китае. Самыми высокими вершинами Сухореченского хребта, расположенного на юге заповедника, являются горы Угловая (700 м) и Крестовая (600 м). Высшей точкой Гаккелевского хребта служит гора Чалбан, расположенная в среднем течении Кедровой реки.

## История заповедника
Кедровая Падь является одним из старейших заповедников России. Он является уникальным уголком дальневосточной природы. Заповедник был организован в 1916 году.
Необходимость его создания была вызвана тем, что с 70-х годов XIX века началось интенсивное хозяйственное освоение южных прибрежных районов Приморья из-за возникновения портов Владивосток, Славянка и Посьет. В 1908—1910 годах усилился поток переселенцев в Приморье, интенсивно заселялся западный берег Амурского залива. Вокруг Кедровой пади возникали новые деревни, однако в самой пади поселений не было из-за небольшой пригодности земель для сельскохозяйственного освоения. В 1911 на месте будущего заповедника организовалось Славянское лесничество. На фоне быстро уничтожавшихся лесных массивов юга Приморья Кедровая падь выделялась хорошей сохранностью девственных лесов. Начиная с 1912 года дикая природа западного побережья этих мест начала подвергаться значительным и быстрым изменениям: начались массовые летние пожары (палы, как называют их местные жители), истреблявшие лес и его обитателей. Быстрые темпы уничтожения лесов в южном Приморье не могли не вызвать у лесоводов тревогу за судьбу уникальной тайги. В результате в 1916 по инициативе лесничего Славянского лесничества Т. Л. Гродецкого Приморское лесное общество решило сохранить участок тайги как образец уникальной природы и поэтому изъять Кедровую падь из промышленного плана. Приморское управление удовлетворило этот вопрос, и в Кедровой пади были запрещены рубка леса, охота, добыча золота и обжиг извести.
В советское время с 1964 года заповедник подчинялся Биолого-почвенному институту ДВНЦ АН СССР.
В конце XX века правительство России обратило внимание на стремительное сокращение численности дальневосточного леопарда и приступило к разработке «Стратегии сохранения дальневосточного леопарда в России». 5 июня 2012 г. приказом Минприроды России №145 заповедник вошёл в состав новой природоохранной структуры — Федерального государственного бюджетного учреждения «Объединённая дирекция Государственного природного биосферного заповедника „Кедровая Падь“ и национального парка „Земля леопарда“».
В марте 2019 года на территории Приморского края, около заповедника «Кедровая падь», был найден раненый и истощенный леопард. Вернуть его в дикую природу не представлялось возможным из-за последствий от ран. Ветеринары утверждали, что зверь сильно пострадал от тяжелой схватки с соплеменником. Зверя назвали Эльбрусом в честь самой высокой горы в России.

## Климат
Климат территории муссонный. Среднегодовая температура воздуха в заповеднике около 4°С. Самый холодный месяц — январь, средняя температура которого −15°С. Абсолютный минимум температуры воздуха также отмечен в январе 1931 года (–36°С). Максимальная температура воздуха была отмечена в 1939 году в июле и составляла 34°С. Средняя продолжительность безморозного периода составляет 185 дней, вегетационного — 190–200 дней, годовая амплитуда температур воздуха равна 34°С, сумма температур вегетационного периода достигает 2900°С. В среднем за год выпадает 900 мм осадков.

## Растительный мир заповедника

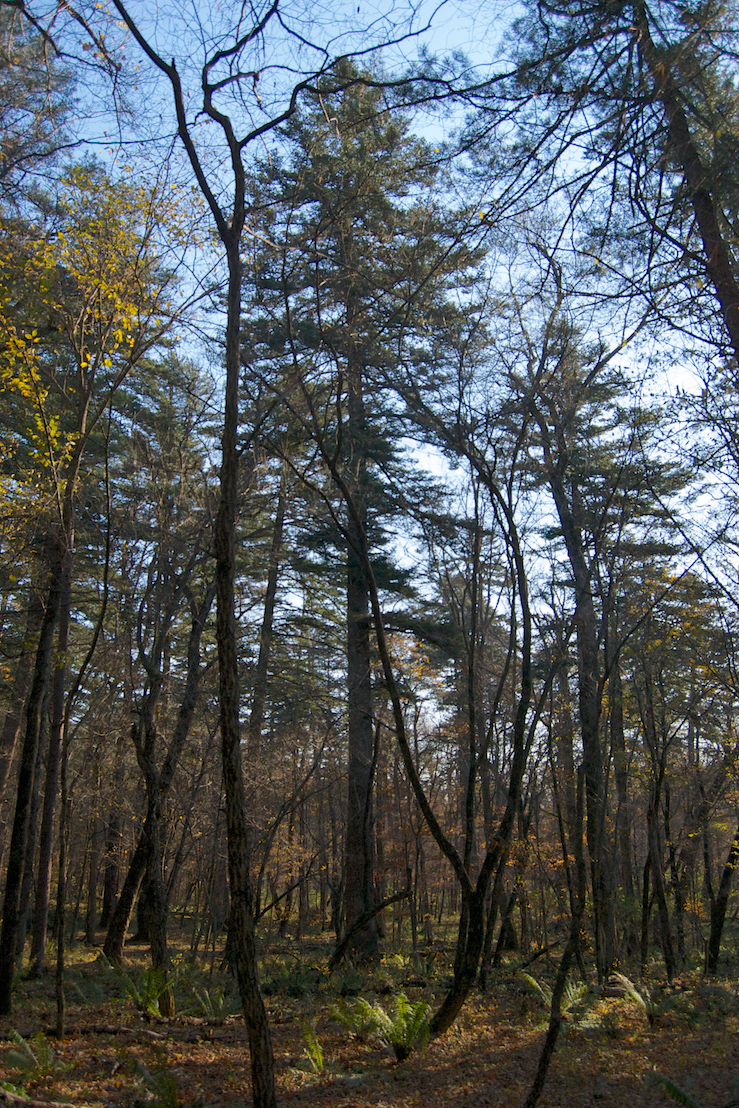
Чернопихтарник

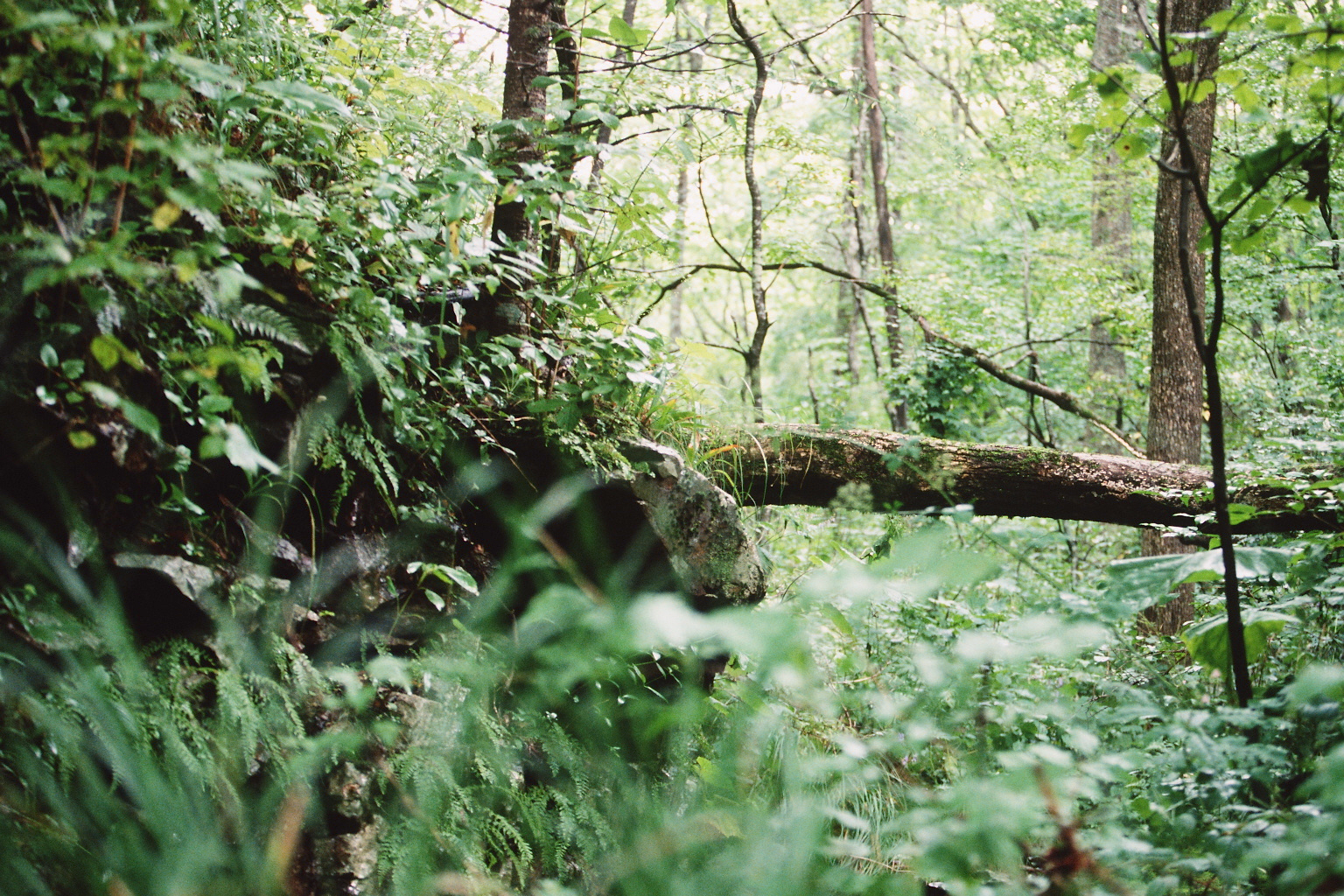
Широколиственный лес

В районе заповедника Кедровая Падь, не подвергшемся четвертичному оледенению, сохранились остатки древних ландшафтов, особенно растений, среди которых есть значительное число реликтовых форм, дошедших до нас со времён третичного и мелового периода.
По богатству растений Кедровая Падь не имеет себе равных на Дальнем Востоке, так как здесь произрастают более 900 видов высших растений. Только здесь можно встретить сразу 8 видов клёна, 5 видов берёз, некоторые растения встречаются только в заповеднике и его окрестностях. В Красную книгу занесены 64 вида растений заповедника.
Лесные земли занимают 73 % площади заповедника. Остальная площадь занята лугами и кустарниковыми зарослями, возникшими в результате вырубок и лесных пожаров. Почти нетронутым девственный лес остался только в верховьях Кедровой реки.
В верхней части бассейна Кедровой на северном склоне Сухореченского хребта находится небольшой участок (около 40 га) с преобладанием сосны корейской, или кедра корейского. Леса с преобладанием пихты белокорой в смеси с широколиственными породами встречаются на северных склонах, прилегающих к долине Кедровой реки. В верховьях горных ключей встречаются сирень Вольфа и заманиха высокая. Дубняки (в которых, кстати, встречается эндемик Приморского края — берёза Шмидта или железная) произрастают на крутых склонах прилегающих к скалистым гребням водоразделов.
В верхней же части крутых горных склонов встречаются сухие чернопихтарники. В Приморском крае чернопихтарники сохранились только в заповедниках Уссурийском и Кедровой Пади, отличаясь большим разнообразием в последнем. Чёрнопихтовые леса образует пихта цельнолистная (в народе — «чёрная»), которая отличается тёмным цветом коры и является самым мощным деревом Дальнего Востока. В Кедровой Пади они растут на всех видах рельефа: речные долины, скалистые водоразделы и склоны различных экспозиций. Стволы деревьев обвивают, словно гигантские змеи, вьющиеся лианы винограда амурского и актинидии маньчжурской, поднимающиеся на высоту до 40 метров.
В верхней части крутых северных склонов произрастают тис остроконечный, ель аянская и корейская, а также липа амурская и маньчжурская, клён мелколистный, зеленокорый, жёлтый и ложнозибольдов, берёза ребристая, даурская и маньчжурская. Редколесье из дуба зубчатого расположено на южном и юго-восточном склонах Сухореченского хребта. Средние и нижние части крупных склонов всех экспозиций занимают светлые чёрнопихтарники. В этих лесах сосредоточены представители редких реликтовых растений. У подножия гор Чалбан и Угловой встречается аралия материковая. Подлесок сложен разнообразными кустарниками: вейгела ранняя, чубушник тонколистный, дейция амурская, три вида жимолости: горбатая, раннецветущая, Рупреха; бересклет малоцветковый и длиннокрылый, элеутерококк колючий, смородина маньчжурская и Комарова. В бассейне Кедровой реки встречаются: пихта цельнолистная, сосна корейская, рододендрон Шлиппенбаха, а также множество видов папоротников. На пойменной террасе и в долине реки произрастают: ясень маньчжурский, орех маньчжурский, бархат амурский. В заповеднике также можно встретить луга из вейника наземного, мискантуса краснеющего и низинные осоково-вейниковые луга.

## Животный мир заповедника

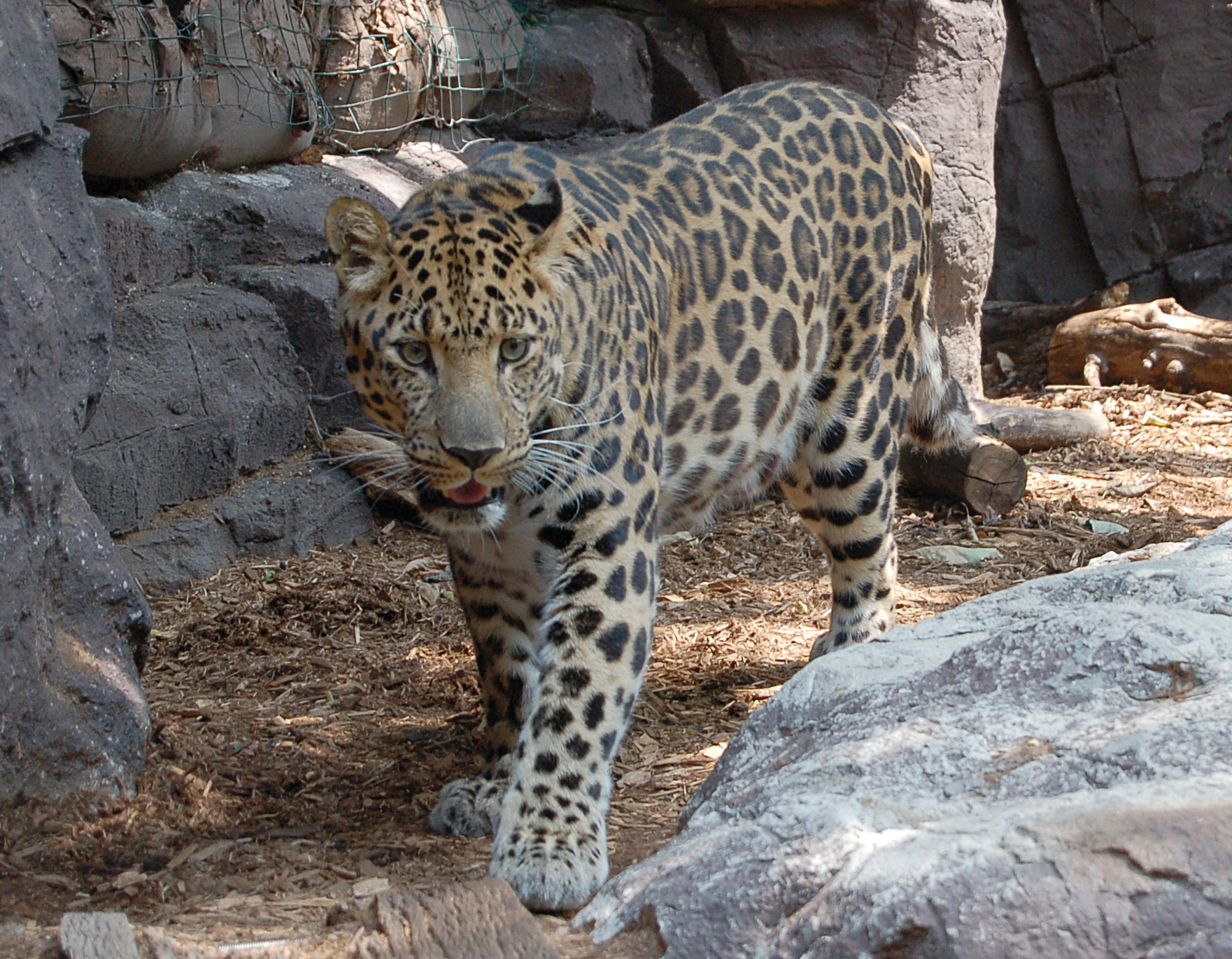
Дальневосточный леопард

Несмотря на небольшую площадь заповедника, здесь довольно разнообразный животный мир. Некоторые виды животных были впервые найдены именно в заповеднике Кедровая Падь. В заповеднике также обитают редкие виды животных, занесённых в Красную книгу России и Международную Красную книгу, а также находящиеся под защитой Всемирного союза охраны природы. Кедровая Падь — единственный заповедник в России, где постоянно обитает дальневосточный леопард.
Реки и ключи заповедника населяют 10 видов рыб. Постоянные обитатели вод — мальма, гольяны и гольцы, также в заповеднике встречаются лососёвые рыбы — сима и кунджа.
Из амфибий в Кедровой Пади встречаются: дальневосточная жерлянка, сибирский углозуб, сахалинская жаба, дальневосточная лягушка. Полозы, ужи, амурские долгохвостки населяют луга и леса заповедника. Из ядовитых змей здесь обитают щитомордники.

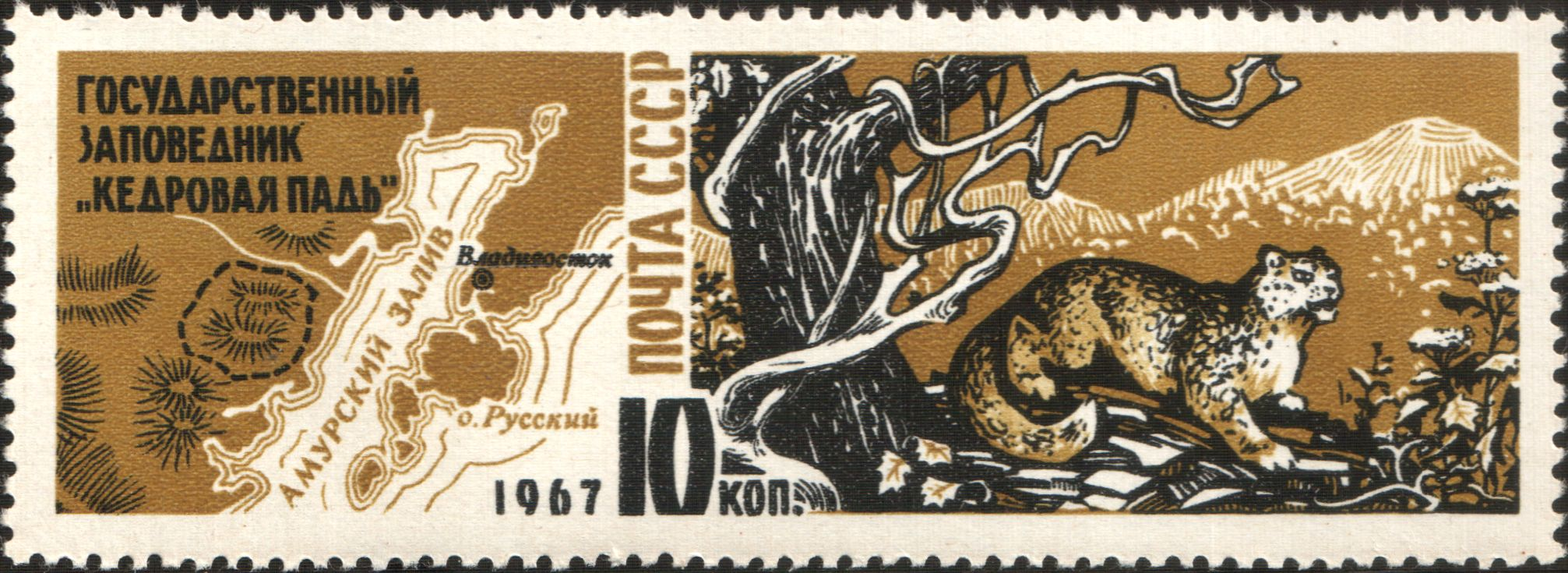
Почтовая марка СССР, 1967 год

На деревьях, цветущих лугах, в трухлявых пнях встречается множество насекомых.
В заповеднике обитают экзотические бабочки, выделяющиеся своей необычной окраской и крупными размерами, такие, как павлиноглазки Артемида и брамея, пяденицы уссурийская и эребоморфа, парусники Маака и ксут, радужница Шренка. В заповеднике обитают представители примитивных насекомых гриллоблаттина и реликтовый таракан. Здесь были впервые открыты некоторые виды насекомых: «орденская лента», зефир Пугачука, несколько видов совок и комаров.
В Кедровой Пади разнообразны млекопитающие. Из мышевидных грызунов многочисленна красно-серая полёвка. Обычны американская норка, колонок, выдра, землеройка, крысовидный хомячок. Из редких видов были отмечены уссурийский трубконос и ночница Иконникова, гигантская бурозубка, а также самое мелкое млекопитающее России — крошечная бурозубка.
В заповеднике часто встречаются: белка-летяга, маньчжурский заяц, азиатский бурундук и крот уссурийская могера. Большое количество белок наблюдается в урожайные годы кедра корейского и ореха маньчжурского.
Из крупных млекопитающих встречаются гималайский медведь, косуля, кабан. Иногда в заповеднике можно увидеть пятнистого оленя и кабаргу.
Здесь обитают представители семейства кошачьих — амурский тигр, дальневосточный леопард, рысь и дальневосточный лесной кот, но встречи с ними довольно редки. Дальневосточный леопард обитает главным образом в центральной части заповедника и являются исчезающим подвидом.
Птицы заповедника довольно разнообразны. Леса населяют ошейниковая совка, иглоногая сова, синяя и даурская желтоспинная мухоловка, светлоголовая и бледноногая пеночки. По Кедровой реке гнездятся бурая оляпка, обыкновенный зимородок, мандаринка и горная трясогузка. По яркости окраски птицы не уступают бабочкам. Особенно красивы птицы весной, когда самцы одеты в яркое брачное оперение, и леса и луга наполняются голосистым пением. Синяя мухоловка, черноголовая иволга, голубой зимородок — одни из самых ярких птиц заповедника.